# Madakasira
Madakasira ist eine Stadt mit ungefähr 25.000 Einwohnern im Distrikt Sri Sathya Sai im südindischen Bundesstaat Andhra Pradesh.

## Lage und Klima
Madakasira liegt etwa 80 km (Fahrtstrecke) nördlich von Tumakuru (ehemals Tumkur) bzw. gut 140 km nördlich von Bengaluru (ehemals Bangalore) nahe der Grenze zum Bundesstaat Karnataka. Das Klima ist meist warm bis heiß; Regen fällt hauptsächlich während der Monsunmonate Juni bis Dezember.

## Geschichte
Einst soll der Hindu-Gott Rama – eine Inkarnation Vishnus – hier zu Ehren von Shiva einen Lingam errichtet haben. In historischer Zeit ließ ein Chola-König einen Tempel erbauen, weil er einen Brahmanen getötet hatte. Der Ortsname ist wohl von einer einst hier lebenden Töpfergemeinschaft und deren Tonkrügen bzw. -töpfen (madakas) abgeleitet. In der ersten Hälfte des 17. Jahrhunderts kam der Ort unter die Oberherrschaft des Vijayanagar-Reiches, später dann unter die des Sultanats von Bijapur, welches jedoch Ende des Jahrhunderts vom Mogulreich unterworfen wurde. Im Jahr 1728 wurde die Region von den Marathen erobert, doch schon 34 Jahre später eroberte Hyder Ali die Region, die er jedoch bald wieder verlor und im Jahr 1776 erneut einnehmen konnte. Im ausgehenden 18. Jahrhundert übernahm der Nizam von Hyderabad die Macht, der sich jedoch im Jahr 1799 den Briten ergab.

## Sehenswürdigkeiten
Das auf einer Granit-Felskuppe unweit des Ortes erbaute Madakasira-Fort (auch Simhagiri-Fort) stammt aus der Zeit der Vijayangar-Herrschaft; die Mauern und Bastionen sind jedoch – anders als die meisten Bauten des Reiches – nur aus Lagen von grob behauenen Bruchsteinen errichtet.